# Пейер, Карой
Карой Пейер (венг. Peyer Károly, 9 мая 1881, Városlőd, Веспрем — 25 октября 1956, Нью-Йорк, Нью-Йорк) — венгерский политический и общественный деятель. Руководитель Социал-демократической партии Венгрии.

## Биография
Родился 5 мая 1881 года. С начала века стал участвовать в рабочем движении. С 1906 по 1911 год руководил союзом металлистов. Несмотря на противодействие работодателей, в 1913 году справился с задачей создания шахтёрского профсоюза. С 1917 года состоял в руководстве Социал-демократической партии Венгрии. В 1918 году также стал секретарём всевенгерского союза горняков и металлистов.
В 1919 году участвовал в подавлении революционных движений горняков в качестве уполномоченного правительств Михая Каройи и Денеша Беринкеи. Тем не менее, сохранил свои посты и после объединения социал-демократов с коммунистами и провозглашения Венгерской советской республики. Как и большинство других социал-демократических профсоюзных функционеров, находился на правом фланге социалистического правительства Венгрии. В то же время, активно поддерживал продолжение венгерской Красной Армией вооружённого сопротивления румынско-чехословацкой интервенции.
После падения диктатуры пролетариата в Венгрии в августе 1919 года в качестве министра внутренних дел входил в недолговечное «профсоюзное правительство» Дьюлы Пейдля, сформированное социал-демократами в надежде найти компромисс с интервентами и контрреволюционными силами. В том же году возглавил партию и на этом посту пробыл до 1939 года. В условиях «белого террора» на несколько месяцев удалился в тень, но в сформированном под давлением Антанты 24 ноября 1919 года кабинете Кароя Хусара вновь получил портфель министра (труда и народного благосостояния). Однако «белый террор» не унимался, и Пейер 16 января 1920 года был вынужден подать в отставку и бежать в Австрию, где провёл более года. Вернувшись в мае 1921 года, вновь занял свой пост в профсоюзе.
В период хортизма периодически избирался депутатом парламента. Заключал различные соглашения против рабочего движения, самым известным из которых был «пакт Бетлена-Пейера» (по которому репрессии против СДПВ прекращались, партия легализовалась и получала возможность участия в выборах, но с существенными ограничениями — ей позволялось не более 10 % мест в парламенте, запрещались всеобщие забастовки и республиканская пропаганда, членами СДПВ не могли быть госслужащие, железнодорожники и почтальоны, а компартия оставалась запрещённой). Также вёл борьбу против заключения соглашений с коммунистической партией.
После Второй мировой войны и усиления коммунистического влияния в стране в 1947 году был исключён из социал-демократической партии, перейдя в Венгерскую радикальную партию, а вскоре эмигрировал в США, где продолжал оставаться активным антикоммунистом. Умер в дни Венгерского восстания 1956 года от сердечного приступа.